# Cantón de Orsay
El cantón de Orsay era una división administrativa francesa, que estaba situada en el departamento de Essonne y la región de Isla de Francia.

## Composición
El cantón estaba formado por dos comunas:
- Bures-sur-Yvette
- Orsay

## Supresión del cantón de Orsay
En aplicación del Decreto nº 2014-230 de 24 de febrero de 2014, el cantón de Orsay fue suprimido el 22 de marzo de 2015 y sus 2 comunas pasaron a formar parte; una del nuevo cantón de Gif-sur-Yvette y una del nuevo cantón de Palaiseau.